# Атонална музика
Атонална музика је музички систем, чије постојање базира на 12 тонова. Представља одсуство функционалне хармоније као главног структуралног елемента. Равноправност између свих тих 12 тонова је база међусобних комбинација свих тих тонова. Атоналност је у ствари свирање и компонирање ван свих могућих постојећих музичких лествица. Арнолд Шенберг је био први који је истраживао атоналност, која се најчешће проналази у модерној класичној и у експерименталној музици.